# Acrylverf

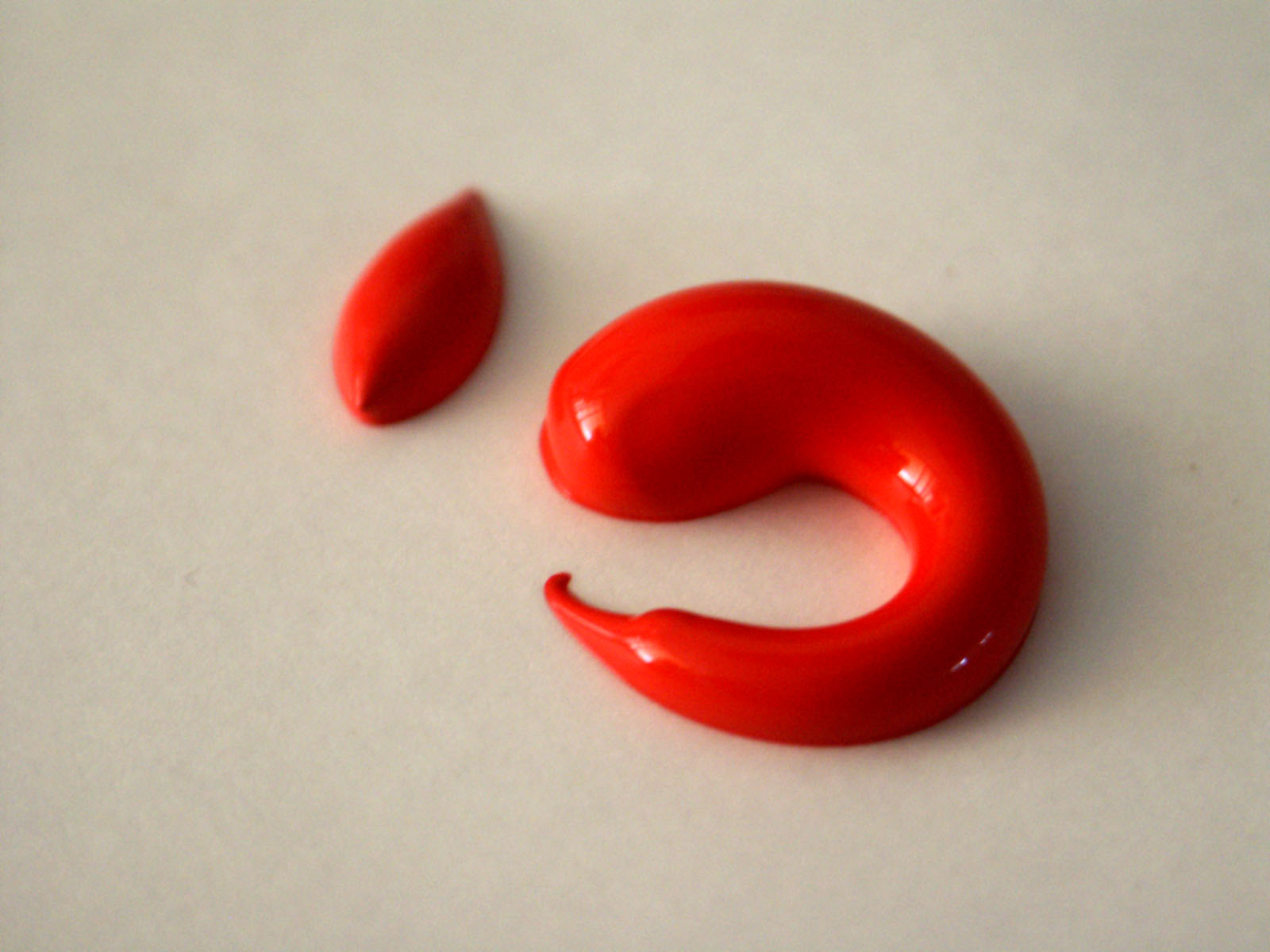
Een klodder acrylverf, die al de typische vervloeiing vertoont

Acrylverf of polymeerverf is een sneldrogende verf die bestaat uit een kleurend pigment met een bindmiddel van kunststof polymeerhars uit de acrylgroep.

## Bindmiddel
De basis van acrylverf is een acrylaatharsdispersie van minuscule deeltjes acrylaat verdeeld in water. Deze dispersie ziet eruit als een melkachtige vloeistof maar droogt helder op door de verdamping van het water, waarbij de deeltjes op de ondergrond neerslaan in een flexibele (copolymere) laag. De bindmiddellaag is na droging transparant en toont dan de natuurlijke pigmentkleur. Acrylverf kan worden verdund met water of tolueen, en is na droging watervast. Het drogingsproces is onomkeerbaar.
Tijdens het drogen wordt de kleur van acrylverf iets donkerder en vindt er door de verdamping ook een aanzienlijk volumeverlies plaats. Om een controleerbaar impasto-effect met acrylverf te bereiken is het daarom nodig een vulmiddel te gebruiken.
De samenstelling van acrylverf is vrij complex. Meestal wordt een mengsel gebruikt van twee polymere bindmiddelen, een zacht als hoofdbindmiddel, de ander harder (de laatste 20% van de "natte" massa inclusief het water); een dispergant vloeimiddel zoals Tamol 731 (25% van de natte massa); een verdikker en een pigmentbevochtiger zoals Triton CF-10. Het vloeimiddel moet mede voorkomen dat het bindmiddel als een lijm aan de kwast gaat plakken. Goedkopere acrylverfsoorten hebben vaak maar één bindmiddel, zodat de verflaag na droging te zacht of te hard wordt.
Voor acrylverf is in de loop der jaren een groot aantal speciale schildersmedia ontwikkeld. Die bestaan uit een — of een combinatie — van de polymere bindmiddelen, puur of aangevuld met verdikkingsmiddelen en/of vulmiddelen. Deze media maken allerlei glaceer- en impastotechnieken mogelijk, mede doordat ze de verhouding tussen de componenten wijzigen. Door de media toe te voegen aan aquarelverf of inkten verkrijgen deze de eigenschappen van acrylverf. De beperkingen in pigmentkeuze bij normale acrylverf kunnen hierdoor omzeild worden.

## Pigment
Bij acrylverf is de pigmentconcentratie meestal lager dan bij olieverf vanwege de vele toevoegingen: de helft van de verfmassa bestaat uit water of oplosmiddel — en omdat de fabrikanten, ook als dit voor een bepaald pigment op zich niet nodig is, altijd een constante hoeveelheid bindmiddel gebruiken om te voorkomen dat de verf bij droging door ongelijke krimpspanning gaat scheuren. Daardoor lijken de kleuren minder verzadigd en is het moeilijker dekkend details aan te brengen. Dat laatste wordt nog verder bemoeilijkt doordat de verf erg viskeus ('stroperig') is, maar het gebruik van tolueen als oplosmiddel vermindert dat probleem. Ondanks, of door, de stroperigheid is de verf "lang": de penseeltoetsen vervloeien weer. Over het algemeen hebben de goedkopere "studieverven" minder (en goedkoper) pigment. Sommige merken gebruiken geen vloeimiddelen zodat de pigmentconcentraties hoger zijn, zoals Golden Artist Acrylics.
Sommige pigmenten, zoals Pruisisch blauw, chromaatgeel, kraplak of zinkwit, kunnen niet met een acrylaatbindmiddel gecombineerd worden, omdat dit alkalisch is. Toen in de jaren vijftig de eerste commerciële acrylverf op waterbasis voor kunstschilders op de markt kwam, was de pigmentkeuze nog heel beperkt; langzaam is het assortiment steeds groter geworden, een proces dat vooral sterk bevorderd werd door het ontwikkelen van kleuren voor autolak. Tegenwoordig worden nieuwe pigmenten meestal eerst in acryl uitgebracht; verouderde pigmenten die alleen nog om traditionele redenen in olieverf gebruikt worden, ontbreken echter: zo is het pigmentaanbod in acrylverf wat moderner dan in olieverf.
Om het pigment goed met het bindmiddel te vermengen, moeten de verschillende componenten nauwkeurig met de correcte bevochtiging en in de juiste volgorde samengevoegd worden. Dit luistert zo nauw dat het voor de schilder niet doenlijk is zelf met losse pigmenten acrylverf te maken. De bereidingsvolgorde is meestal dat men eerst door middel van een dissolver (mengmachine bestaande uit een mengas en dispergeerschijf) het water vermengt met het pigment via een pigmentbevochtiger die als dispergeermiddel voorkomt dat het pigment gaat klonteren en schiften en daarna met de snelmenger de acrylaatharsdispersie(s) toevoegt gevolgd door het coalescentiemiddel (het dispergant vloeimiddel dat de menging van bindmiddel en pigment verbetert), een conserveringsmiddel en het verdikkingsmiddel.

## Dragers
Door de extreem goede hechting kan een groot aantal dragers gebruikt worden, vaak zonder enige preparatie van een ondergrond; het acrylaat wordt daardoor immers niet geabsorbeerd. De ondergrond mag echter niet vettig zijn daar dit de waterige acrylverf afstoot en doet parelen. Ook een grondverf is meestal overbodig, behalve als glad metaal beschilderd moet worden. Acrylverf kan goed gebruikt worden op een textiele drager, zoals linnen of katoen en bijvoorbeeld ook op T-shirts. Het hecht zich goed aan de stof, waarna het al dan niet gefixeerd kan worden. Bij het werken met deze verfsoort moet men er rekening mee houden dat de verf snel droogt en dan niet makkelijk te verwijderen is; het is daarom aanbevelenswaardig oude kleding aan te trekken of een schort voor te doen. Soms lukt het om katoen of wol mechanisch (afkrabben) schoon te maken na inweken met heet water en zeep of chemisch met aceton dat eveneens gebruikt kan worden om ingedroogde kwasten te behandelen.
De gebruikelijke materialen waarop in de kunst geschilderd wordt, zoals papier en schilderdoek, zijn in principe zonder problemen te gebruiken; wel moet het papier dik genoeg zijn (en dus eigenlijk karton) of opgespannen worden om een sterk golven of bobbelen te voorkomen bij het opdrogen: door het volumeverlies krimpt de verflaag ook horizontaal. Door het papier van achteren te bevochtigen kan de verfdroging gevarieerd worden.

## Geschiedenis

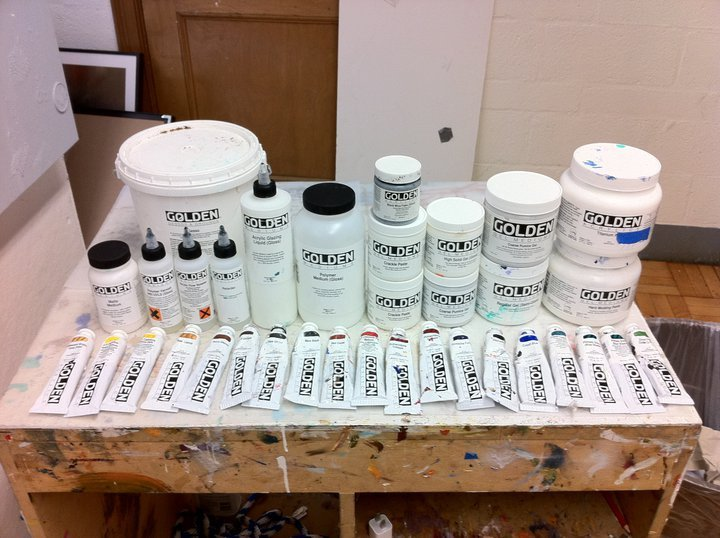
Acrylverf wordt tegenwoordig geleverd in potten, flacons en tuben

Commerciële acrylaatdispersies, een uitvinding van Otto Röhm uit de vroege 20e eeuw, werden vanaf 1931 verkocht door het Duitse Röhm & Haas als metaal, muur- en houtverf. In 1947 ontwikkelde het Amerikaanse bedrijf Bocour Artist Colors een methacrylaatdispersie in een oplossend mengsel van terpentijn, xyleen en tolueen, te verdunnen met terpentine, dat het in 1949 als kunstenaarsverf uitbracht onder de merknaam Magna. Deze nieuwe verf werd niet echt populair, hoewel hij tot in de jaren zeventig geproduceerd zou worden in een gewijzigde vorm als wasverf. De droogtijd was extreem kort, de verf was mengbaar met olieverf en na droging weer oplosbaar in terpentine. De verffilm was vrij hard, omdat er zich geen copolymeren vormden bij droging. Een gelijksoortig modern product is Mineral Spirit Acrylic Conservation Paints van het bedrijf Golden Artist Colors.

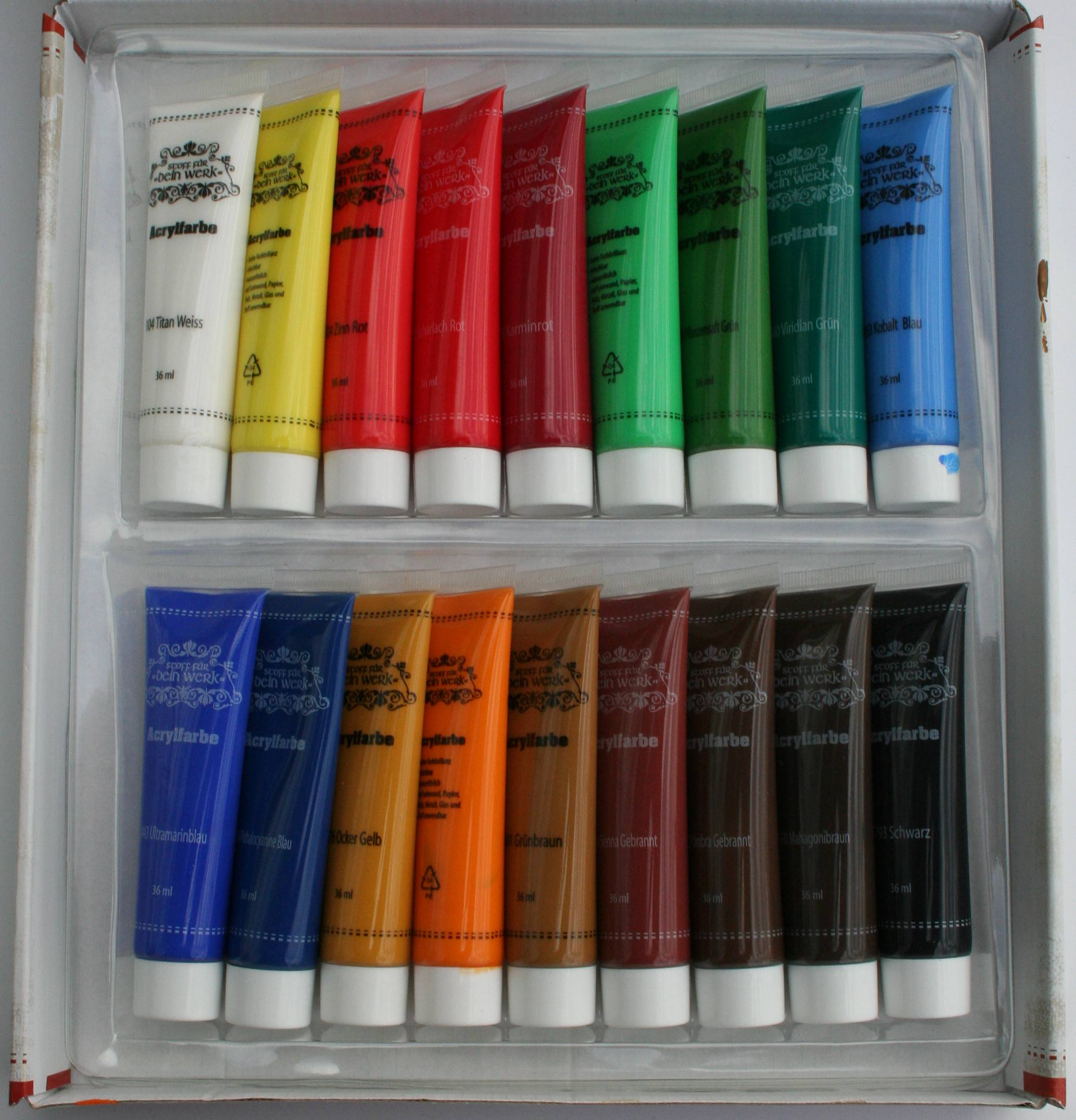
Plastic tuben werden in de eenentwintigste eeuw erg populair

In 1954 kwam het Amerikaanse bedrijf Permanent Pigments voor de kunstenaar met de eerste acrylverf op basis van een dispersie in water: Liquitex, dat zoals de naam al aanduidt ook de textielschilder als doelgroep had. Als basis werd het polymeer Rhoplex AC-34 gebruikt; tot in de jaren zeventig bleef het gebruikelijk de naam "polymeerverf" te reserveren voor de dispersies in water en "acrylverf" voor dispersies in minerale oplosmiddelen, maar dat naamonderscheid is nu verdwenen. Liquitex werd eerst in erg dunne vorm verkocht in flacons, als een zogenaamde low body acrylic met een vrij hoge pigmentconcentratie. In 1962 kwam er een dikkere vorm in tuben op de markt: Hyplar Acrylic Colors uitgebracht door Grumbacher, een bedrijf dat al kunststofverf produceerde op polyvinylacetaat-basis; de hardere vinylverf voor de kunstenaar bestaat al vanaf 1938. Binnen een jaar kwamen vijf andere merken: Shiva, Liquitex, Aqua-tec, Politec en Cryla, met een gelijksoortige dikkere acrylverf, een high body acrylic die anders dan men zou denken juist een wat lagere pigmentconcentratie heeft omdat de verf niet door meer pigment die "body" verwerft maar door een speciale verdikker. Het verdikkende middel is een polyacrylaat: natriumpolyacrylaat of ammoniumpolyacrylaat. Om de dikkere verffilm iets harder te maken, werd vaak ook het polymeer Rhoplex B85 toegevoegd. In de vroege jaren zestig werd zulke tubeverf met succes gepromoot voor gebruik in de kunstklassen van Amerikaanse middelbare scholen en colleges en verdrong daar al snel het meer bewerkelijke olieverfschilderen. Tegelijkertijd verving het binnen enkele jaren de meer kwetsbare plakkaatverf in de decoratieschildering, terwijl ook illustratoren het gemak van de sneldrogende verf ontdekten. Alle grote fabrikanten namen gedurende de jaren zestig de verfsoort in hun assortiment op. Langzaam werd het medium ook door de professionele kunstschilder aanvaard. Werken in deze techniek door David Hockney behaalden in de eenentwintigste eeuw de hoogste veilingprijzen ooit voor schilderijen van nog levende kunstenaars.
Tegenwoordig wordt er meer acrylverf dan olieverf in tuben geproduceerd die de laatste jaren vaak van plastic worden gemaakt om uitdroging te voorkomen. De grote massa van de acrylverfproductie is echter voor industriële, decoratieve en bouwkundige doeleinden. Een recente ontwikkeling is dat de huisschilder om gezondheidsredenen van alkydverf naar acrylverf overstapt; giftige oplosmiddelen die niet meer verenigbaar zijn met de wettelijk verplichte arbeidsomstandigheden, worden zo in principe vermeden — veel commerciële merken industriële acrylverf bevatten overigens wel degelijk organische oplosmiddelen, sommige van een minder schadelijke soort zoals alcoholen of glycolether, om de uitstrijkbaarheid op grote oppervlakten en de vorstbestendigheid te verbeteren.

## Vergelijking met andere technieken

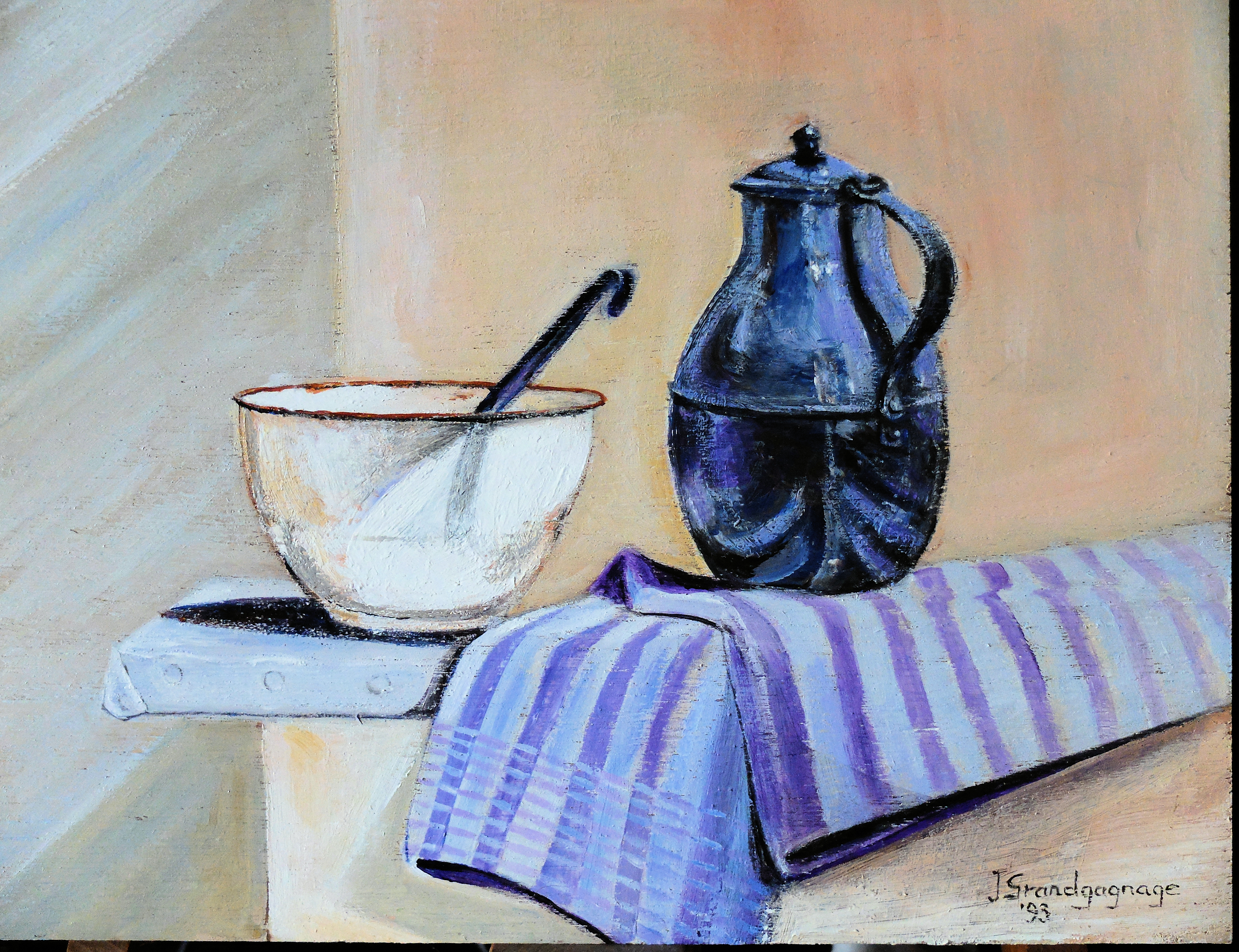
Techniek om met acrylverf overgangen te maken. Vanop afstand lijken ruw geborstelde partijen in elkaar over te vloeien: klik om te vergroten.

Acrylverf is in staat een hele reeks andere technieken na te bootsen. Bij sterk verdund opbrengen kan een effect verkregen worden als bij een aquarel, waarbij het papier door de pigmentkorrels heen zichtbaar blijft. Na droging is de verf echter niet meer verwasbaar.
Meer gebruikelijk is het acrylverf dik aan te brengen en lijkt het resultaat sterk op dat van olieverf. De mogelijke hoogglans van olieverf ontbreekt echter, maar die kan achteraf worden aangebracht door een glanzend vernis, of verkregen door het gebruik van een speciaal glansmedium.
Acrylverf biedt bepaalde voordelen boven olieverf. De korte drogingstijd maakt het mogelijk veel sneller te werken. De stinkende en giftige oplosmiddelen van olieverf, zoals terpentijn, kunnen vermeden worden. Onder de kraan kunnen de kwasten eenvoudig schoon worden gemaakt, tenzij de verf geheel is ingedroogd. In dat geval kunnen de kwasten slechts met grote moeite worden gereinigd door met veel heet water en zeep de verf van de haren van de kwast los te wrijven. Acrylschilders laten hun kwasten daarom vaak continu in water staan, tot zij de tijd hebben deze met de nodige zorg schoon te spoelen en te drogen.
Het nieuwe medium heeft echter ook veel weerstand opgeroepen. Een vaak gehoord bezwaar is dat de kleuren, buiten het als ongewenst ervaren plasticachtige karakter van de verffilm, ook nog te "hard" zouden zijn. Dit wordt wel geweten aan het beperkte pigmentassortiment, maar een betere verklaring ligt in een fundamentele beperking van de acryltechniek: door de zeer korte droogtijd is het niet mogelijk goed alla prima of 'nat-in-nat' te werken, tegenwoordig de meest populaire techniek bij het olieverfschilderen. Subtiele kleurovergangen zijn daardoor niet tot stand te brengen. Daarbij komt nog dat de toets niet in de verf blijft staan en er dus geen interessante textuur tot stand komt. Het eerste bezwaar wordt ten dele ondervangen door droogvertragers te gebruiken; de meeste merken brengen speciale hygroscopische (water vasthoudende) retarders op de markt of — aangezien een toevoeging achteraf leidt tot een aanzienlijk minder sterke verffilm — produceren een speciale langzaam drogende acrylverf waaraan die al toegevoegd zijn. Een andere reactie op dit gegeven is dat men een andere schildermethode toepast. Door een schildermedium toe te voegen met een grof vulmiddel, kan men met een schildermes een zwaar impasto aanbrengen, zonder dat de laag daarna te veel volume verliest. Een meer gebruikelijke aanpassing is dat men terugkeert naar het gelaagde schilderen, zoals dat voor 1850 gebruikelijk was met harsolieverf. De transparante verffilm, het volumeverlies, de vele glacerende media en de korte droogtijd maken dat acrylverf zich uitstekend voor deze techniek leent. Doordat men nauwelijks de tijd heeft verf op het palet te mengen — vaak gebruikt men een plantenspuit om dit nat te houden en er bestaan ook speciale natblijvende, stay-wet, paletten — gaat men zelfs over op een nog oudere methode: de gewenste kleuren worden vooraf gemengd en in schaaltjes gereed gezet, net als in de Middeleeuwen gebruikelijk was bij het schilderen in tempera.
In een gemengde techniek is acrylverf uitstekend te combineren met aquarel. De combinatie met olieverf is echter problematisch. De verfsoorten zijn in dit geval natuurlijk niet goed mengbaar: water en olie stoten elkaar af. Acrylverf wordt wel voor de onderschildering van een olieverfschilderij gebruikt. De slechte absorptie maakt dit niet ideaal, hoewel de olieverf wel goed hecht op een acrylondergrond. Volgens Kraaijpoel & C. Herenius (2007) moet een acrylgrondering voldoende pigment of vulmiddel bevatten en dus niet verdund zijn met een acrylmedium, willen barsten voorkomen worden. Volgens Mark Gottsegen, auteur van The Painter's Handbook, is het bewijs hiervoor echter slechts anekdotisch en zijn conservators op dit punt geen systematische problemen bekend. Het bedrijf Winsor & Newton beveelt aan om een onderschildering in acrylverf dun met water zonder medium op te zetten. Het omgekeerde: acrylverf op een olieverflaag aanbrengen, is schildertechnisch zeer bezwaarlijk: het vocht tast de olieverffilm aan en na droging belemmert de isolerende acrylaatlaag een goede uitharding van de olie.

## Conservering
In theorie is de conservering van werken uitgevoerd in acrylverf uitstekend. Door de copolymere aard van de bindmiddellaag is het niet nodig voor de flexibilisering weekmakers te gebruiken die bij andere plasticsoorten leiden tot vergeling en uiteindelijke verbrossing. De verf geelt niet na, beschermt het pigment tegen de uitwerking van licht en heeft geen negatief effect op de ondergrond. De vochtbestendigheid is ook uitstekend en eigenlijk heeft een acrylverfschilderij geen vernislaag nodig — tenzij om de puur esthetische reden dat glansverschillen in de partijen moeten worden opgeheven. Het schoonmaken van acrylverfschilderijen is wat lastig: organische oplosmiddelen tasten de verflaag iets aan; daarom wordt meestal aangeraden simpelweg water en zeep te gebruiken, maar het vocht vormt weer een bedreiging voor vaak gebruikte dragers als schilderdoek en papier.
Er bestaat een klein risico dat als dunne lagen over een nog niet doorgedroogd impasto geplaatst worden, deze gaan rimpelen of scheuren als de onderliggende laag alsnog sterk krimpt. Doet zich dit geval niet voor, dan zullen acrylverflagen geen barsten gaan vertonen en flexibel genoeg zijn om allerlei veranderingen in de drager te kunnen volgen. Acrylverf is niet zeer slijtvast en daardoor enigszins gevoelig voor verwering; als buitenverf of voor gebruik in muurschilderingen in de open lucht zijn alkydverf, vinylverf of latexverf meer geschikt, ook omdat door vochtstuwing de acryllaag van de steen gedrongen zou kunnen worden; zeker voor de onderschildering van een buitenmuur is een huisschildersverf op acrylbasis te prefereren boven een verf van kunstschilderskwaliteit.
Het grootste bekende risico is vorst, maar dit is alleen relevant bij een nog niet opgedroogde laag: als het vriest zal er zich geen normale verffilm vormen; zelfs verf in tuben zal door temperaturen beneden de −15 °C voorgoed onbruikbaar worden. Vorst is vooral een praktisch probleem bij gebruik als huisschildersverf.
Kortom: in principe is de kans groter dat de drager vergaat dan de verffilm zelf. Acrylverf bestaat echter pas sinds het midden van de twintigste eeuw; of de theoretisch gunstige eigenschappen in het echt gezelschap zullen krijgen van nog onvermoede nadelen, moet de tijd leren.